# مارجوري كيلر
مارجوري كيلر (بالإنجليزية: Marjorie Keller)‏ هي صانعة أفلام أمريكية، ولدت في 1950 في Yorktown, New York ‏ في الولايات المتحدة، وتوفيت في 1994.

## روابط خارجية
- مارجوري كيلر على موقع IMDb (الإنجليزية)